# Zwillingssockellafette
Zwillingssockellafetten sind eine Bauart von Lafetten, bei der zwei Schusswaffen auf einem Gestell kombiniert werden.
Die bei der Bundeswehr bekannte Zwillingssockellafette (ZwiSoLa) diente als Waffenzubehör zur Aufnahme zweier Maschinengewehre und wurde für die Bundesluftwaffe zur Verstärkung des Objektschutzes entwickelt.

## Geschichte
Die Begrifflichkeit der Sockellafette wurde bereits von der deutschen Armee im Ersten Weltkrieg für die 3,7-cm-Sockel-Flak L/14,5 bekannt und geht entwicklungstechnisch auf die seit 1870/71 bekannten Ballonabwehrkanonen als frühe Vorläufer der Flugabwehrkanonen (FlaK) zurück. Bauarten mit Zwillingswaffen wurden bereits von den Fliegertruppen im Ersten Weltkrieg, von der deutschen Wehrmacht im Zweiten Weltkrieg, in verschiedenen Ausführungen, für den Bodenkampf, bei der Marine und die Flugabwehr verwendet. Als kleinste Kaliber fanden Maschinengewehre wie das MG 34 Verwendung. Obwohl derartige Systeme als veraltet gelten, werden sie bis in das 21. Jahrhundert genutzt und teilweise mit provisorisch hergestellten Technicals genutzt.

## Verwendung und Funktion
Die deutschen Zwillingssockellafetten wurden mit zwei Maschinengewehren Typ MG3/MG42 bestückt. Die Systeme dienten der Bekämpfung von tieffliegenden Flugzeugen, Hubschraubern, Fallschirmspringern und ungepanzerten Erdzielen. Die Waffen wurden parallel nebeneinander montiert und ausgerichtet, sodass der Schütze mit doppelter Feuerkraft ohne erheblichen Körpereinsatz die Ziele bekämpfen kann. Die Munitionszuführung ist ebenfalls an der Lafette montiert.

## Galerie

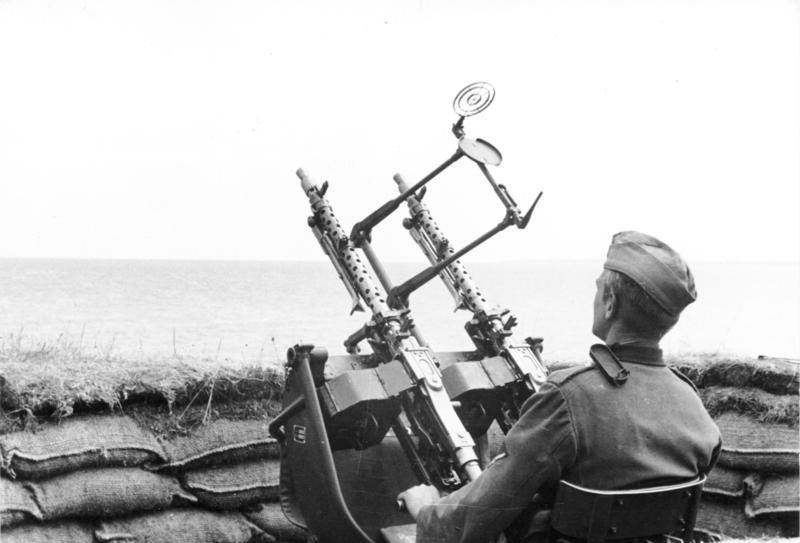
Zwillingssockel für MG 34
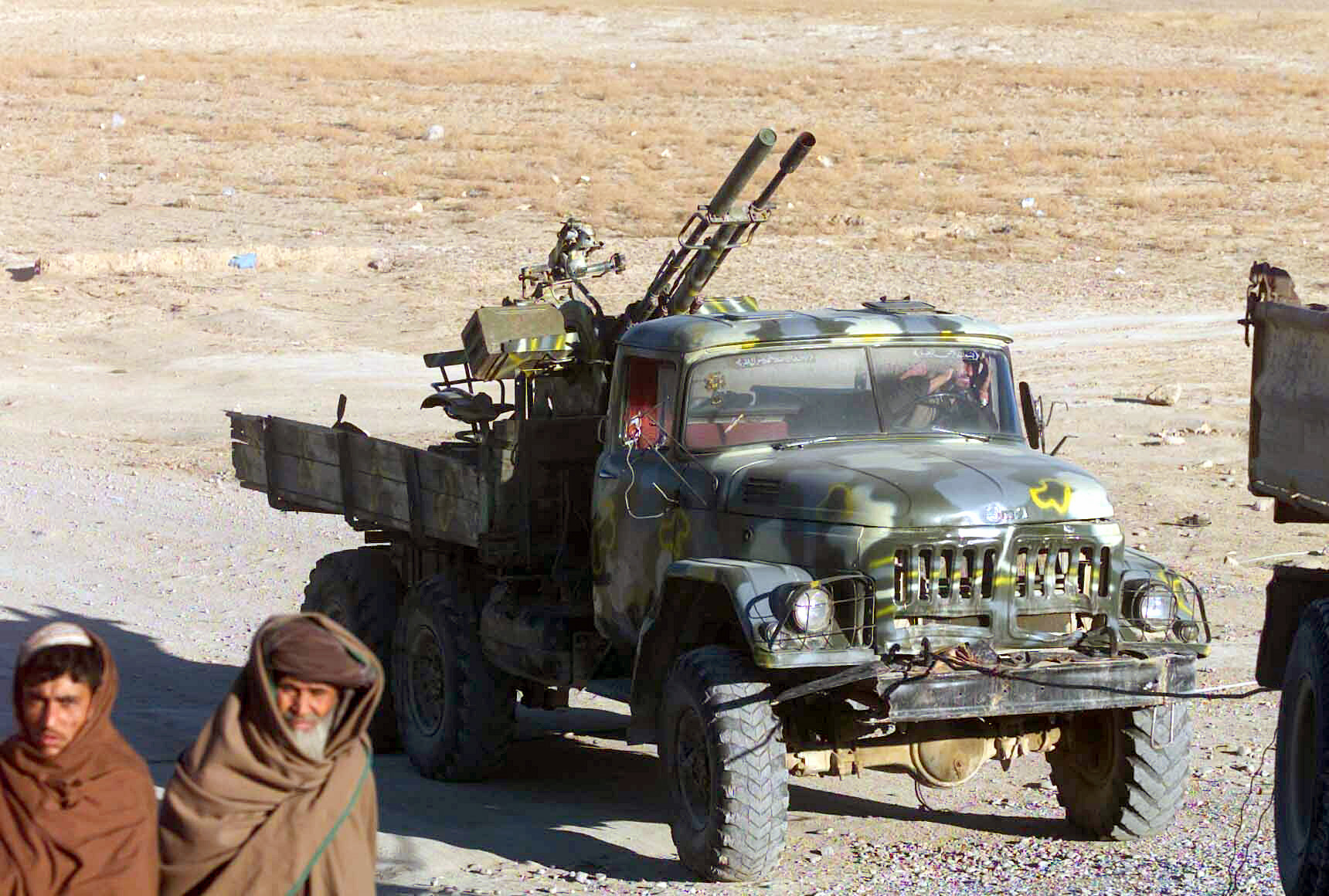
Technical auf Basis eines ZIL-131 in Afghanistan
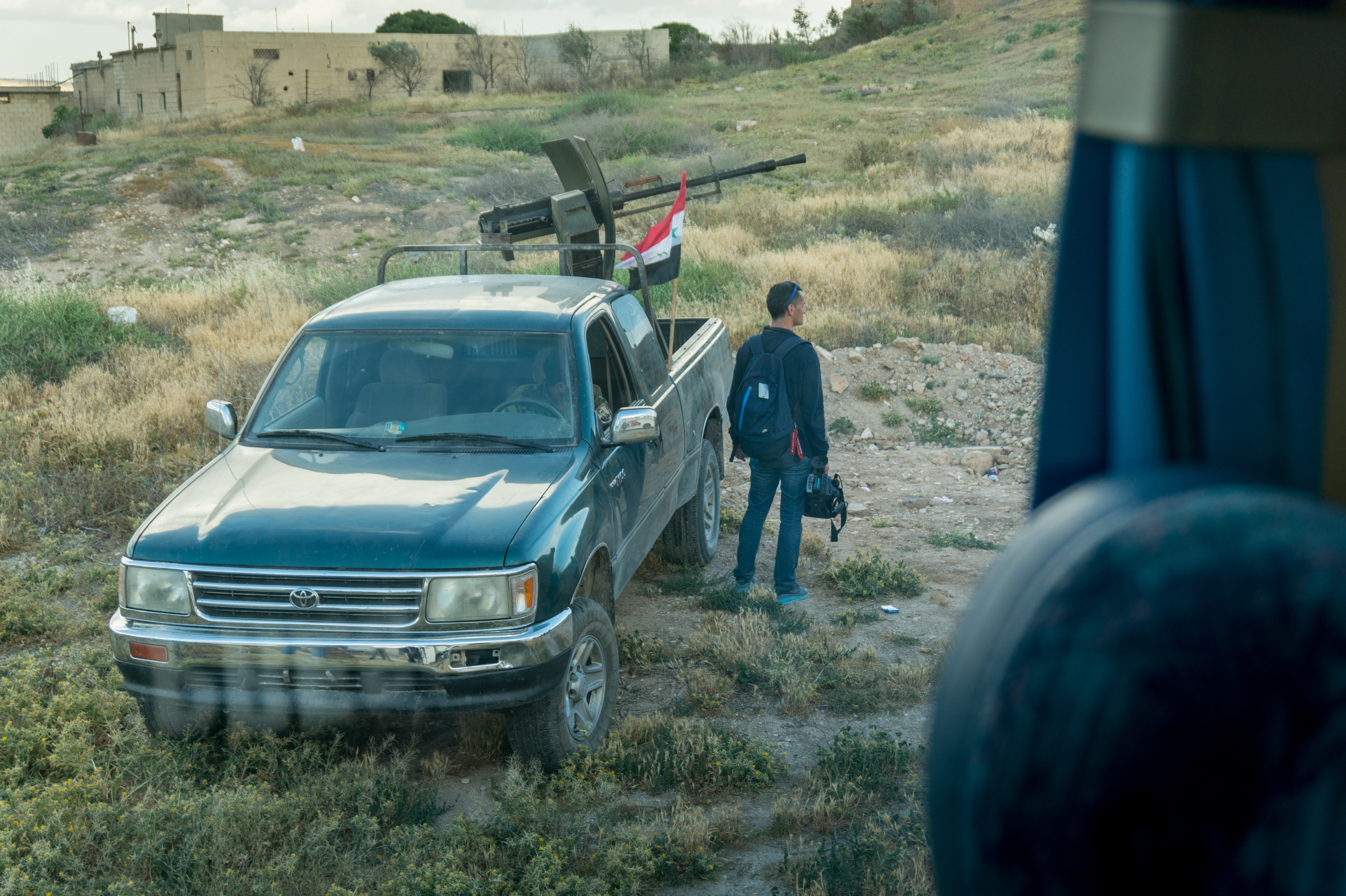
Technical auf der Basis eines Toyota T100 und eines sowjetischen KPWT-MG
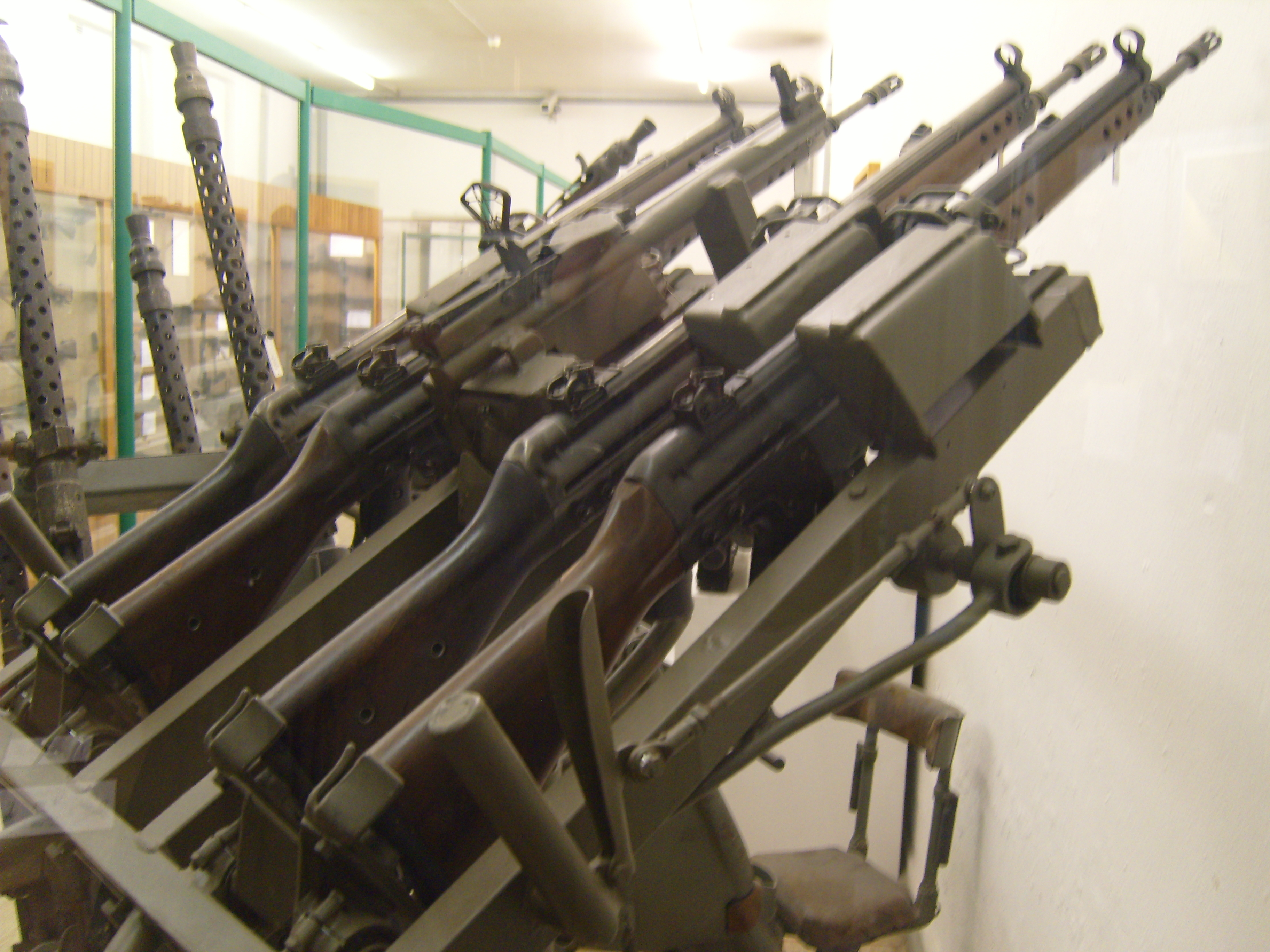
Experimentalkonstruktion G3 auf Mehrfachlafette zur Fliegerabwehr in der Wehrtechnischen Studiensammlung Koblenz